# Centro de Innovación en Meta-Investigación de Stanford

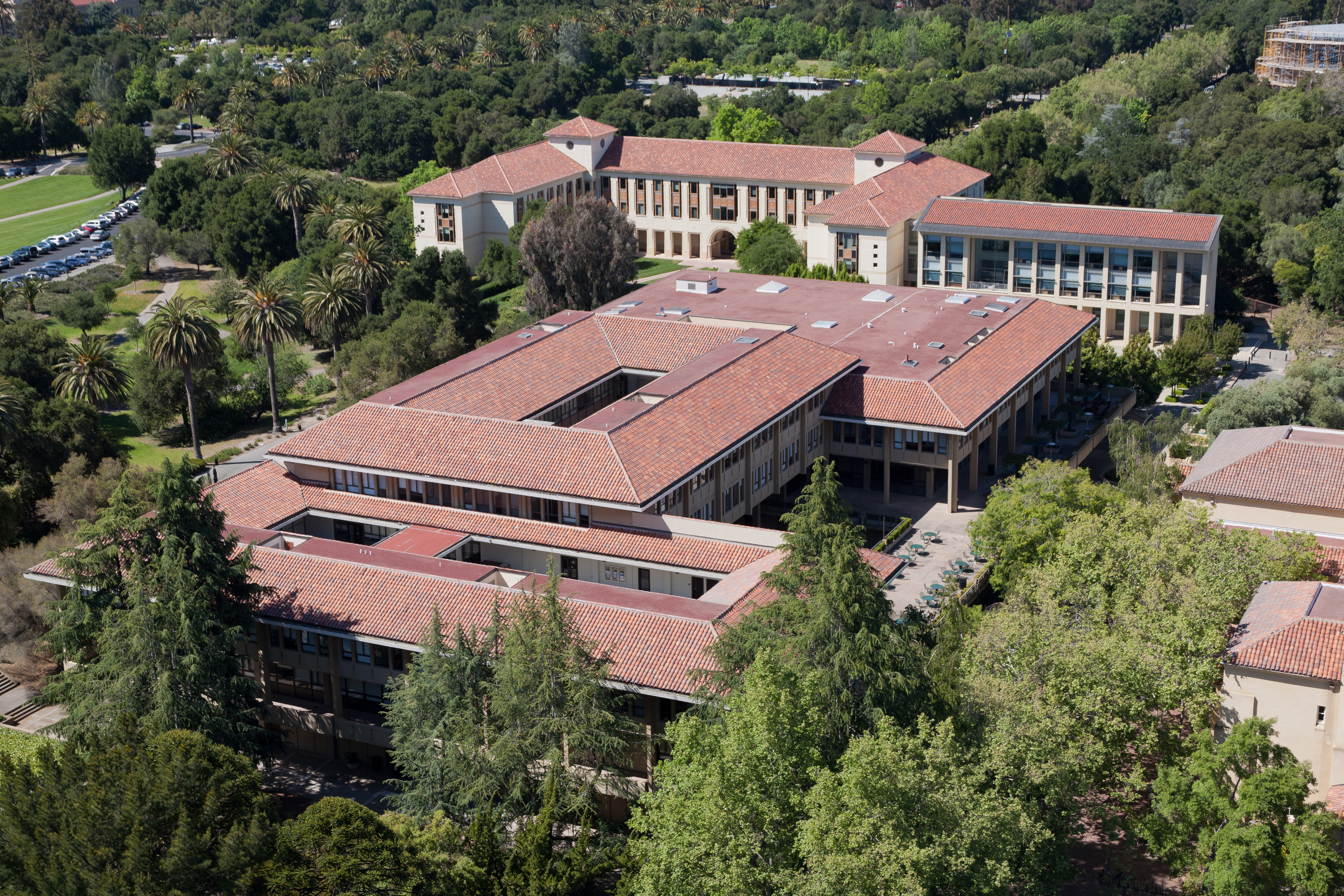
Universidad de Stanford desde la Torre Hoover

El Centro de Innovación en Meta-Investigación de Stanford (METRICS) es un centro de investigación dentro de la Escuela de Medicina de la Universidad Stanford el cual tiene como objetivo mejorar la reproducibilidad y repetibilidad mediante el estudio de cómo se practica y publica la ciencia y el desarrollo de mejores formas para que la comunidad científica opere. Está dirigido por John Ioannidis y Steven Goodman. La Fundación Laura y John Arnold proporcionó los fondos iniciales para crear el centro, que fue inaugurado en 2014. El trabajo realizado por Ioannidis que condujo a la creación de METRICS ha sido reportado en dos ocasiones en las páginas de The New York Times.